# أوبرفيلدفيبل
```
أوبرفيلدفيبل
 
(OFw
 أو 
OF)
 هي رابع أدنى رتبة من رتب 
ضباط الصف
 في 
الجيش الألماني
 و
القوات الجوية الألمانية
.
[
1
]
```

## التاريخ
تم تقديم الرتبة للمرة الأولى من قبل الرايخويهر الألماني في عام 1920.
كانت رتبة أوبرفيلدفيبل (OR-7) ثاني أعلى رتبة في تصنيف الرتب Protégée-NCO من قبل الفيرماخت الألماني في عام 1935. في فروع سلاح الفرسان والمدفعية والمدفعية المضادة للطائرات كان يطلق عليها Oberwachtmeister.
كانت الدرجة المعادلة لـ أوبرفيلدفيبل في فافن إس إس هي SS-Hauptscharführer من 1938 حتى 1945.
تم استخدام الرتبة في الجيش الشعبي الوطني GDR من 1956 حتى 1990 كذلك.

## معلومات الرتبة
تصنف تحت تصنيف OR6 في الناتو، أي ما يعادل رتبة -في الجيش الأمريكي- رقيب أركان أو رقيب في الجيش البريطاني وسلاح الجو الملكي البريطاني.
تسلسل الرتب (من أعلى إلى أسفل) في تلك المجموعة بالذات هو كما يلي:
- OR-9: Oberstabsfeldwebel / أوبرشتابسبوتسمان
- OR-8: شتابسفيلدفيبل / Stabsbootsmann
- OR-7: Hauptfeldwebel / Hauptbootsmann
- OR-6A: أوبرفيلدفيبل/ Oberbootsmann
- OR-6b: Feldwebel / Bootsmann